# Pauselijke Zoeaven

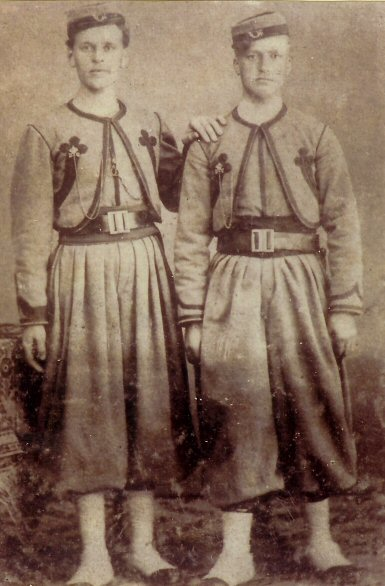
Douwe en Matthijs Walta uit Workum, twee Nederlandse zoeaven van paus Pius IX in 1870.

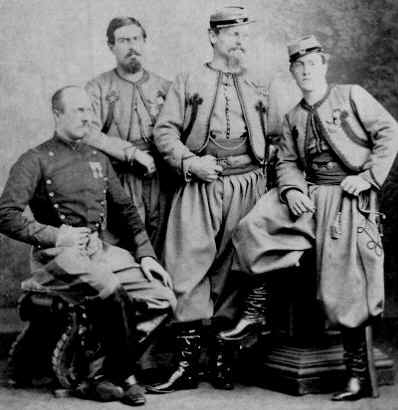
De broers Charette de la Contrie, "musketiers van de paus"

De Pauselijke Zoeaven (ouder Nederlands: zouaven) (Italiaans: Zuavi Pontifici) waren, in navolging van de Franse zoeaven, een infanterie-eenheid van de Kerkelijke Staat (1861-1870), opgericht als antwoord op interne instabiliteit en op de Risorgimento, de beweging die het van oudsher in grotere en kleinere staten en staatjes verdeelde Italië wilde verenigen tot één Italiaanse staat.
In het kader van de Risorgimento werd de Kerkelijke Staat bedreigd door militaire en guerrilla-aanvallen die werden geleid door Victor Emanuel II, koning van Sardinië, en diens bondgenoot Giuseppe Garibaldi, een liberaal en nationalist die streefde naar de scheiding van kerk en staat. Ook interne instabiliteit vormde een grote bedreiging voor het voortbestaan van de Kerkelijke Staat. In het Revolutiejaar 1848 waren er opstanden die leidden tot een kortstondige Romeinse Republiek (1849). Franse legers hielpen de Paus toen weer in het zadel, maar de problemen bleven voortduren. Om deze dreigingen het hoofd te bieden, riep paus Pius IX in 1860 de gehele katholieke wereld op om jonge, ongehuwde mannen te zenden, om als vrijwilliger dienst te doen in dit legeronderdeel. De Pauselijke Zoeaven vormden samen met de Zwitserse Garde het leger van de Kerkelijke Staat.

## Oorsprong
Pius IX deed in 1860 een oproep aan de gehele katholieke wereld om jonge, ongehuwde mannen te zenden, om hem bij te staan bij de verdediging van zijn grondgebied. De eerste toestroom van vrijwilligers was vooral afkomstig uit Frankrijk en België en die vormden de zogenaamde Tirailleurs Franco-Belges, een eenheid die onder bevel stond van Christophe, graaf de Lamoricière (1806–1865), een Franse officier die was opgeklommen tot maarschalk van Frankrijk en gouverneur van Algiers. Toen De Lamoricière de organisatie van alle pauselijke troepen op zich nam, ging het bevel over de zoeaven naar de Franse graaf Louis de Becdelièvre. Vanaf 1 januari 1861 droeg de groep de nieuwe benaming 'Pauselijke Zoeaven', een naam die zou zijn bedacht door de Belgische aartsbisschop en pauselijk minister van Oorlog Frédéric-François-Xavier Ghislain de Merode.
De Lamoricière had eerder de Franse zoeaven geleid, een in 1831 opgericht Frans legeronderdeel dat in Noord-Afrika dienst deed. Hij entte de snit van de uniformen van de pauselijke zoeaven op hun schilderachtige, inheemse dracht: een hemd, een kort tuniekjasje en een wijde pofbroek van blauwgrijs laken, afgezet met dofrode biezen, tressen en chevrons. Als hoofddeksel droegen de zoeaven een grijze kepie en incidenteel een rode fez, of hoge kolbak. Het was een comfortabel uniform. Alleen de lage hals van het overhemd en jasje, en de kepie zonder beschermende nekflap, leidden voor noorderlingen tot ongemak in de brandende hitte van het vaak zonnige Italië. Lage schoenen en slobkousen (soms laarzen) voltooiden het geheel.

## Samenstelling
Het regiment Zuavi Pontifici ("Pauselijke Zoeaven") bestond uit ongehuwde rooms-katholieke mannen, vrijwilligers van tussen de zestien en veertig jaar oud. De meesten tekenden voor een diensttijd van twee jaar; sommigen tekenden bij, of meldden zich in latere jaren opnieuw aan. 
De enige Nederlander die opklom tot kapitein was baron Van Lamsweerde, die reeds als zestienjarige in 1860 bij Castelfidardo had gevochten en zich door de rangen had opgewerkt. De Belgische baron Zénon de Résimont, afkomstig van kasteel Moresnet bij Gemmenich, was zeven jaar zoeaaf voordat hij in 1866 de rang van luitenant (later kapitein) kreeg.
In totaal hebben over de gehele periode van de strijd om de Kerkelijke Staat (1860-1870) ongeveer 11.000 man dienst gedaan bij de zoeaven. In de praktijk telde het regiment jaarlijks tussen de vier- en vijfduizend man. Het Nederlandse contingent, met 3181 inschrijvingen, vormde een derde van het totaal. De samenstelling was internationaal: van over de gehele wereld stroomden vrijwilligers toe. In mei 1868 telde het regiment 4592 mannen, waarvan 1910 Nederlanders, 1301 Fransen, 686 Belgen, 157 Romeinen, 135 Canadezen, 101 Ieren, 87 Pruisen, 50 Engelsen, 32 Spanjaarden, 22 Duitsers, negentien Zwitsers, veertien Amerikanen, veertien Napolitanen, twaalf Modenezen, twaalf Polen, tien Schotten, zeven Oostenrijkers, zes Portugezen, zes Toscanen, drie Maltezen en twee Russen.  Alle bevelen werden gegeven in het Frans, hetgeen weleens tot onbegrip kon leiden. Het opperbevel lag vanaf de winter van 1860-1861 in handen van de Zwitserse kolonel Jozef ("papa") Allet. In de praktijk voerde eerst de Franse generaal De Lamoricière het pauselijke leger aan, later opgevolgd door de bij het Nederlandse contingent zeer geliefde Franse luitenant-kolonel Athanase, baron de Charette de la Contrie (1832-1911).

## Inzet

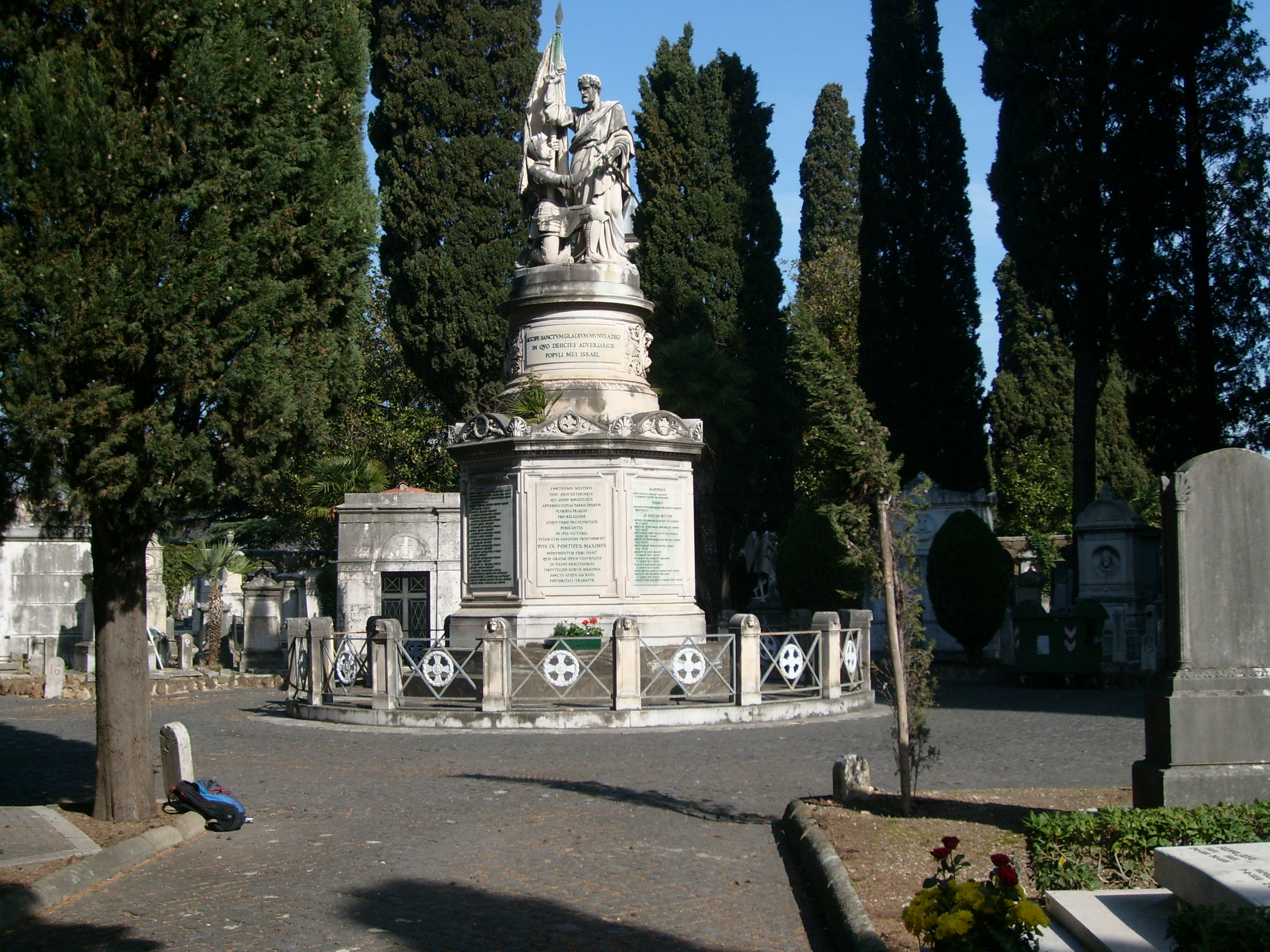
Zoeavenmonument op de begraafplaats van Verano te Rome. Opgericht door Pius IX in 1867 om de Slag bij Mentana van datzelfde jaar te herdenken

Vanuit Rome werden de meeste zoeaven verdeeld over de depots van 28 garnizoensplaatsen binnen de Kerkelijke Staat, sommige aan de kust, het merendeel in het bergachtige binnenland. De tocht ging goeddeels te voet over karren- en ezelspaden, want wegen waren er nauwelijks: achttien tot 40 uur lopen, en dat met volledige bepakking. Eenmaal aangekomen op de plaats van bestemming bestond de diensttijd uit dagelijks vele uren wachtlopen bij stadsmuren en -poorten, en gedisciplineerde exercitie, waarbij het leren van de in het Frans gegeven bevelen voor de Nederlanders het moeilijkst was, en het schieten het gemakkelijkst. Veel tijd ging ook zitten in dagenlange patrouilles door het gebergte en het onderhoud van de uitrusting. In 1860 gingen de Romagna en de Marken (val van Castelfidardo), beide gelegen aan de Adriatische kust, en Umbrië in de Apennijnen reeds voor de paus verloren. Hem resteerde in het westen nog slechts een brede strook land langs de Tyrreense Zee. Van 1860 tot 1866 probeerden de zoeaven Garibaldi's rebellen met kleinere en grotere militaire acties te weren uit het restant van de Kerkelijke Staat en binnenlandse opstanden in het door de paus autocratisch geregeerde land te onderdrukken. De strijd spitste zich uiteindelijk toe op twee belangrijke sleutelmomenten: de campagne van de nationalisten in 1867, die uitmondde in de door de pauselijke troepen gewonnen Slag bij Mentana, en de strijd om en inname van Rome in september 1870, door de Italiaanse nationalisten.

### Campagne van 1867 en de Slag bij Mentana
Eind 1866 werden de Franse troepen, die tot dan toe de Paus hadden ondersteund, uit Rome teruggehaald. In 1867 ondernam Garibaldi een expeditie en leverde slag met de Pauselijke zoeaven bij Montelibretti (13 oktober) en Monterotondo (28 oktober). Intussen rebelleerde de bevolking van Rome, een opstand die het Pauselijk leger onderdrukte voordat Garibaldi voor de stad arriveerde. Eenmaal bij Rome wachtte Garibaldi op het uitbreken van nog een volgende opstand, maar die bleef uit. Intussen had de Franse regering haar troepen per schip weer retour gezonden. Gesteund door de Fransen kon het Pauselijk leger bij Mentana met succes een aanval op de troepen van Garibaldi uitvoeren. Het versloeg de Italianen op 3 november 1867, waarbij de Nederlandse zoeaven de helden van de dag werden.
De veldslag was het onderwerp van het gedicht Mentana van Victor Hugo.

### Inname van Rome
Op 5 augustus 1870 riep Frankrijk in verband met de internationale situatie in West-Europa opnieuw zijn troepen terug. In juli had Pruisen de oorlog verklaard en was de Frans-Duitse Oorlog (1870-1871) een feit. Toen na de Val van Sedan op 1 september 1870 het Tweede Franse Keizerrijk ineenstortte en honderdduizenden Franse soldaten door Pruisen krijgsgevangen werden gemaakt (de Franse keizer Napoleon III incluis), had Italië niets meer te vrezen van het Franse leger. Tevergeefs leverden de zoeaven slag om Rome: op 20 september 1870 werd de stad door de Italiaanse nationalisten ingenomen. Op die laatste dag sneuvelde naast achttien anderen nog de Nederlandse zoeaaf Alphons Houben uit Thorn, zoon van de plaatselijke arts. Een dag later werd het pauselijk zoeavenleger ontbonden en huiswaarts gestuurd. Op 4 oktober bereikte het Nederlandse contingent van (toen) zevenhonderd man via Aken Maastricht.. De paus bleef als vrijwillig gevangene achter in Rome, in een kleine wereldlijke enclave, het Vaticaan. De Kerkelijke Staat had definitief opgehouden te bestaan. De eenwording van Italië was een feit.

## Verliezen
In de slag bij Mentana verloor het regiment 144 manschappen en de meevechtende Franse troepen 38. Dat is fors minder dan de verliezen aan Italiaanse zijde. Het leger van Garibaldi telde in Mentana 1.100 doden en gewonden, terwijl 800-1.000 Italianen door de pauselijke troepen werden gevangengenomen. Bij de inname van Rome leden de Pauselijke zoeaven met negentien doden opnieuw minder verliezen dan de Italianen, die 49 man verloren.
Over de periode van 1861-1870 stierf ongeveer vijf procent van het totale aantal zoeaven. Frappant is dat 78 procent van die vijf procent niet ten offer viel aan de strijd, maar aan besmettelijk ziekten. De belangrijkste doodsoorzaken waren cholera, pokken, buiktyfus en malaria. Een groot deel van deze doden had - terugziend met de ogen van nu - voorkomen kunnen worden met goede hygiëne (cholera, buiktyfus), vaccinatie (het pokkenvaccin bestond toen al lange tijd) en verzorging (malaria).
Bij de 1.634 Belgische zoeaven worden de verliezen geschat op ongeveer 120 man, een twintigtal tijdens de gevechten en de rest door ziekte of ongeval. Hoe de cijfers liggen voor de 3.181 Nederlandse zoeaven, is vooralsnog niet duidelijk.

## Pauselijke eretekens
De onderscheidingen kunnen verdeeld worden in drie groepen:

### Nationale orden

#### Orde van Sint-Gregorius de Grote
Deze orde was bestemd om Romeinse burgers (burgerlijke orde) en militairen (militaire orde) die “hun trouwe en bestendige hulp” hebben geboden, “zelfs in de meest beproefde omstandigheden” en die “Ons en de Romeinse Stoel van Sint-Pieter” hebben verdedigd. Het militaire model heeft onder de ring een trofee van antieke wapens, het burgerlijke model een kroon van olijfbladeren in groen email. Er zijn vier klassen: ridder, commandeur, commandeur met ster en grootkrui

#### Silvesterorde
Deze orde werd verleend aan bepaalde officieren van het pauselijk leger en in enkele uitzonderlijke gevallen aan niet-katholieken die zich ten dienste stelden van de Roomse zaak. De orde is verdeeld in vijf klassen: ridder, commandeur, commandeur met ster, grootkruis en grootketen van de orde.

### Medailles voor de veldtocht

#### Medaille Pro Petri Sede
Ingesteld door paus Pius IX op 12 november 1860 om de overlevenden van de gevechten bij Castelfidardo en de veldtocht “Maritima e Campana”. Er bestaan zes gespen, volgens de verschillende veldtochten: CASTEL-FIDARDO, Ste ANGELO, ANCONA, SPOLETO, MONTE PELAGO, PERUGIA, en drie modellen : in goud (officieren met bijzondere verdiensten), in zilver (officieren) en in nieuwzilver (onderofficieren en soldaten

#### Orde van Pius
Zoals de orde van Sint-Gregorius de Grote werd zij slechts verleend aan officieren van de Zoeaven en aan hen die hen hielpen bij hun taak. Deze orde omvat vijf klassen: ridder, commandeur, commandeur met ster grootkruis en grootketen.

### Herinneringsmedailles, uitgereikt na 1870.

#### Pro Ecclesia et Pontifice
Gesticht in 1888 door paus Leo XIII om de 10de verjaardag van zijn regering te herdenken. Deze orde werd verleend aan oud-zoeaven, die ze kregen als beloning voor bewezen diensten aan de paus.

#### Bene Merenti
Gesticht bij Pauselijke Brief op 14 november 1867, om de overwinning bij Mentana te herinneren en de militairen die aan de gevechten deelnamen te belonen. Er bestaan twee gespen (volgens de veldtochten: MENTANA, ROMA) en twee modellen: zilver voor officieren en nieuwzilver voor soldaten.

## Nederlandse zoeaven

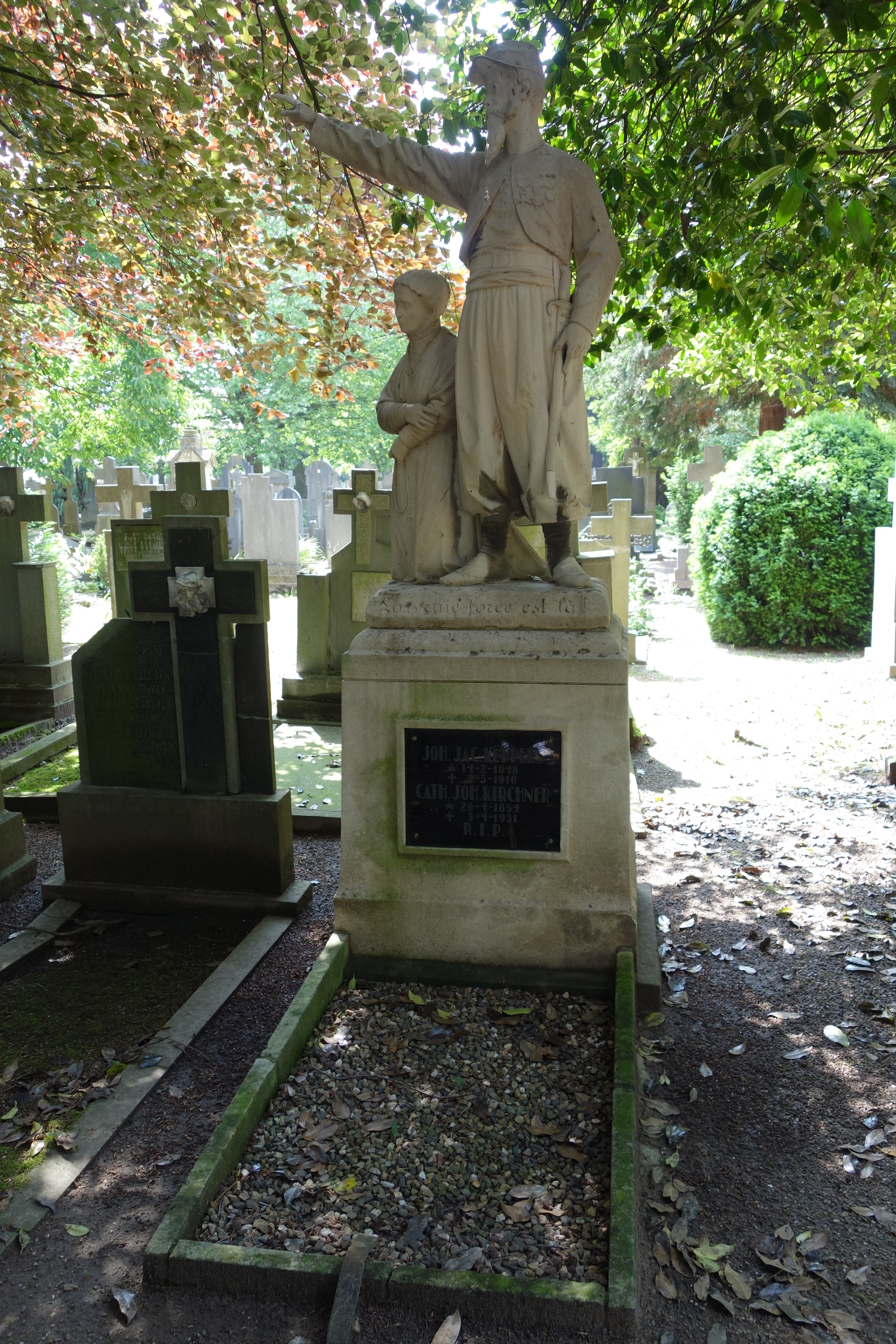
Graf van zouaaf Kuppers in Roermond

Aspirant-zoeaven kwamen uit het hele land. De meesten waren eenvoudige katholieke boerenjongens. 
- De vrijwilligers uit Noord- en Midden-Nederland meldden zich eerst in Amsterdam, om vervolgens naar de West-Brabantse plaats Oudenbosch af te reizen, het verzamelpunt. Vrijwilligers uit Gelderland, Noord-Brabant en Zeeland gingen rechtstreeks naar Oudenbosch. De plaatselijke pastoor Hellemons, bijgenaamd "de zoeavenpastoor", bood een groot aantal van hen onderdak in het Pensionaat Saint Louis, om daar voor hun uitzending naar Rome een eerste beoordeling te ondergaan. Daarna vertrokken ze per trein naar Brussel, waar ze werden geregistreerd en een medische keuring kregen.

- De Limburgse vrijwilligers volgden een andere route naar Brussel.

- Aspiranten uit de omgeving van Venlo meldden zich meestal in Maaseik, bij de Belgische logementshouder en zaakwaarnemer Lambert Wakkers. Zij gingen per trein via Hasselt naar Brussel.

- De Zuid-Limburgers, die het merendeel van het Limburgse contingent vormden, werden in Maastricht geregistreerd door de koopman/wijnhandelaar Ch. Hollman en gingen eveneens per trein via Hasselt naar Brussel.

Vervolgens ging de reis per trein naar Marseille, per boot naar de haven van Civitavecchia en opnieuw per trein naar Rome. In totaal duurde de reis (per derde en vierde klas) vanuit Amsterdam acht dagen, inclusief 48 uur in weer en wind op het open bovendek van de veerboot.
Veel van de naar Nederland terugkerende zoeaven waren hun staatsburgerschap kwijtgeraakt, omdat ze in vreemde krijgsdienst waren getreden zonder hiervoor toestemming aan koning Willem III te vragen. Deze omissie was te wijten aan de geestelijken in Amsterdam en Oudenbosch, die hieraan geen aandacht hadden geschonken. Veel Limburgse zoeaven werden voor stateloosheid behoed door de meer 'werelds' ingestelde Hollman in Maastricht (wiens zoon eveneens tekende als zoeaaf), die voor hen dispensatie aanvroeg. Uit heel Nederland zijn 118 verzoeken aan de koning in Den Haag behandeld. Op een enkele uitzondering na werd het verlof altijd toegestaan.
Na terugkomst was het voor veel oud-strijders niet eenvoudig weer aan het werk te komen. Door hun stateloosheid kwamen zij als werkloze of invalide niet in aanmerking voor ondersteuning door het gemeentelijk armbestuur. Sommigen ondervonden ook weinig begrip in de hen omringende omgeving. In overwegend katholieke streken lijkt het gemakkelijker te zijn geweest het gewone leven weer op te pakken, al kwamen ook daar sommigen op latere leeftijd in financiële problemen. 
Omstreeks 1890 ontstonden op veel plaatsen zoeavenbonden en -verenigingen, die onder meer tot doel hadden onderling financiële steun te bieden. Dergelijke verenigingen werden mede gesponsord door de burgerij, die door de zichtbare aanwezigheid van geüniformeerde oud-strijders tijdens de zondagse hoogmis en bij processies blijvend herinnerd werd aan hun offers in dienst van de Kerk.
De laatste Nederlandse zoeaaf, Pieter Verbeek, overleed kort na de Tweede Wereldoorlog in 1946, 95 jaar oud.

## Belgische zoeaven
In België, werden een 1700 pauselijke soldaten gerekruteerd, waaronder ongeveer 600 Oost-Vlamingen. Nadat Rome was ingenomen, keerden de overlevenden weer naar huis. Minstens 126 van hen overleefden hun avontuur niet. De gemiddelde leeftijd van alle Belgische zoeaven, die vertrokken zijn naar Rome, was 24 jaar . De jongste was 14 jaar, de oudste 48.
 

Om te vermijden dat ordinaire huurlingen zich bij de Pauselijke troepen zouden voegen, moest de kandidaat-Zoeaaf een aanbevelingsbrief voorleggen opgemaakt door de pastoor van zijn woonplaats, waaruit zijn christelijke toewijding moest blijken.

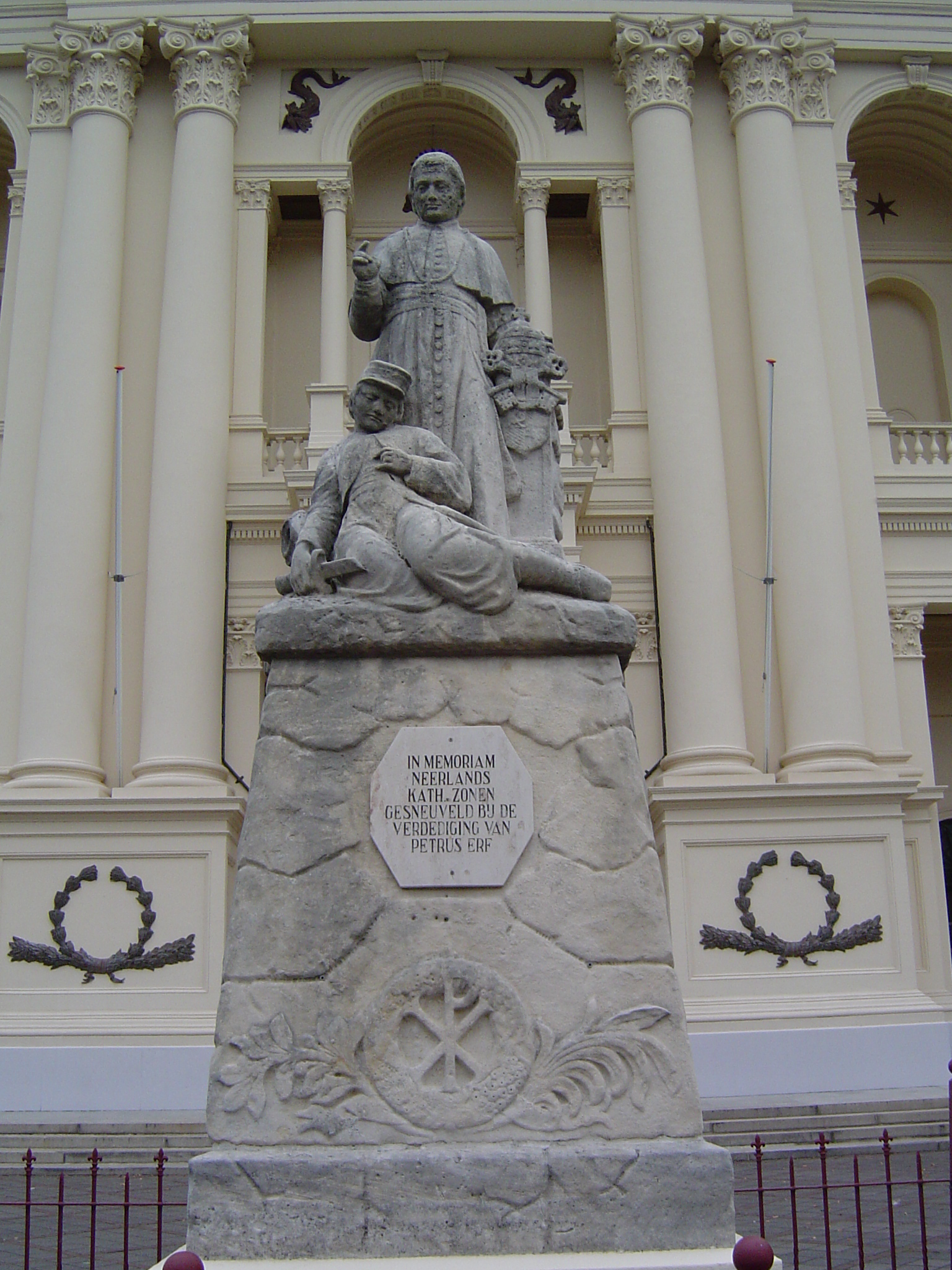
Standbeeld in Oudenbosch ter herinnering aan de gevallen zoeaven tijdens de strijd om de Kerkelijke Staat. Centraal staat paus Pius IX, met aan zijn voeten een omgekomen zoeaaf.

## Nalatenschap in de Benelux
In Oudenbosch staat op het voorplein van de Basiliek van de H.H. Agatha en Barbara een herdenkingsbeeld voor de gesneuvelde zoeaven. 
In de omgeving van de kerk bevindt zich ook het Nederlands Zouavenmuseum, waar naast museale voorwerpen ook uitgebreide documentatie over de Nederlandse zoeaven wordt bewaard.
Op meerdere plaatsen in Nederland wordt de herinnering aan de zoeaven levend gehouden. 
- De voetbalvereniging De Zouaven te Grootebroek dankt haar naam aan een als zoeaaf omgekomen streekgenoot, namelijk Pieter Janszoon Jong uit Lutjebroek. Hij sneuvelde tijdens de slag om Monte Libretti als een van de eerste Nederlanders. Zijn dood maakte grote indruk in Nederland.[22] In Lutjebroek heet de hoofdstraat de P.J. Jongstraat; hier staat de St.-Nicolaaskerk, met in de gevel een beeld van Pieter Jong.
- In Tilburg bestaat de Zouavenlaan; enkele straten in de buurt zijn vernoemd naar Tilburgse zoeaven, zoals het Antoine Artsplein, de Luitenant Wilsstraat, de Luitenant Looijmansstraat en de Baron Van Lamsweerdelaan. Ook America, Geesteren, 's-Hertogenbosch en Oudenbosch kennen een Zouavenlaan of -straat.

- In Limburg bevindt zich op de Algemene Begraafplaats in Maastricht een monument voor drie Nederlandse zoeaven, die in oktober 1870 de lange reis terug naar Nederland overleefden, maar in Maastricht overleden. Ook in Roermond, Sittard, Thorn en elders in Limburg wordt de herinnering aan Limburgse zoeaven door grafmonumenten en/of plaquettes levend gehouden.

- Voor de uit Friesland afkomstige pauselijke zoeaven werd op het kerkhof van de H. Nicolaasparochie te St. Nicolaasga in 2002, bij een uitgebreide renovatie van het kerkhof, een zoeavenmonument opgericht. Dit monument, gemaakt door vrijwilligers, is ter nagedachtenis aan alle 73 uit Friesland afkomstige zoeaven en in het bijzonder voor de negen zoeaven uit het grondgebied van de eigen parochie.

De herinnering aan de inzet van de Pauselijke zoeaven in Nederland, België en het Groothertogdom Luxemburg, wordt levend gehouden door het verbond "Pro Petri Sede", waarvan de eerste afdeling als "oudstrijdersbond" en Piusgenootschap gesticht werd in Antwerpen op 6 november 1870. Sinds 1985 staat de vereniging niet enkel meer open voor Pauselijk zoeaven en hun nakomelingen, maar voor allen die de goede werken van de Paus willen ondersteunen. In 2021 zal de vereniging haar 150 (+1) jubileum vieren.

## Monumenten in Rome
Onder de talrijke monumenten voor de Pauselijke zoeaven zijn er twee te vinden in Rome: 
- een grafmonument in de Miskapel (Mass chapel) in de crypte van de Santa Maria della Concezione dei Cappuccini, waar de zoeaven begraven liggen die sneuvelden tijdens de laatste strijd bij de Porte Pia (20 september 1870)
- een herdenkingsteken in de Sint-Jan-van-Lateranen.[23]

## Externe Link
- https://new.propetrisede.org/ Website van Pro Petri Sede